# Seznam indijskih poslovnežev
Seznam indijskih poslovnežev.

## A
- Ajay Piramal
- Amar Gopal Bose
- Anand Chandrasekaran
- Arjun Malhotra
- Azim Premji

## N
- Dewang Mehta

## S
- Sanjiv Sidhu
- Shantanu Laxmanrao Kirloskar
- Subrata Roy

## V
- Vijay Mallya
- Vinod Khosla
- Vivek Paul